# 당동항 (고성군)
당동항은 대한민국 경상남도 고성군 거류면 당동리에 있는 어항이다. 1995년 7월 6일 지방어항으로 지정하여 관리하고 있다. 시설관리자는 고성군수이다.

## 어항 연혁
- 본 마을은 처음 경주최씨(崔氏)가 들어와 마을이 이루어졌으며, 광이면 연동리(光二面 蓮洞里)가 서기 1901년(고종 38년) 진남군 광이면 하연동(鎭南郡 光二面 下蓮洞)으로 개칭하여 오던 중 1914년본군 광이면과 용남군 광남면(龍南郡 光南面)을 합면(合面)하여 거류면 당동리(巨流面 塘洞里)로 개편하여, 현재에 이르고 있으며 연동(蓮洞)이라 동명을 지은 것은 연지(蓮池)가 있었다하여 칭하였다고 한다. 당동(塘洞)이라 한 것은 주택(住宅)으로 알맞은 지형이라 하여 붙여진 이름이다. 그 후에 당동(塘洞)으로 이름이 지어진 것은 마을에 못(池)이 있었다 하여 지어진 것이다.

## 어항 시설
- 방파제 205m, 물양장 155m

## 주요 어종
- 도다리, 잡어 등